# Parafia św. Królowej Jadwigi w Czerninie
Parafia św. św. Królowej Jadwigi w Czerninie – parafia rzymskokatolicka w diecezji elbląskiej. Erygowana 1 lipca 1990, przez biskupa warmińskiego Edmunda Piszcza. Do parafii należą miejscowości: Czernin, Pietrzwałd, Mleczewo, Cygusy, Górki i Szpitalna Wieś. Tereny te znajdują się w gminie Sztum (z wyjątkiem Mleczewa, leżącego w gminie Stary Targ), w powiecie sztumskim, w województwie pomorskim.
Kościół parafialny w Czerninie jest budowany od 1991, fundamenty poświęcono 27 października 1991. Pierwotny projekt wykonał architekt Robert Schmidt. W toku realizacji zrezygnowano z pięknej konstrukcji z drewna klejonego. Nie zbudowano także frontowej dzwonnicy z kruchtą.
Kościół filialny w Pietrzwałdzie zbudowano i konsekrowano ok. 1350.